# Rikkat Kunt
Fatma Rikkat Kunt (* 27. Februar 1903 in Istanbul; † 14. Januar 1986 ebenda) war eine türkische Illuminatorin und Kalligraphin. Über 32 Jahre wirkte und lehrte sie an der Istanbuler Akademie der Schönen Künste. Sie ist die Heldin des historischen Romans Die Nacht der Kalligraphen, den die Kunsthistorikerin Yasmine Ghata (Rikkat Kunts Enkeltochter) ihr zu Ehren schrieb.

## Leben
Kunt war die Tochter des Istanbuler Gelehrten Hüseyin Kazim Kadri Bey und dessen Frau Güzede Hanim. Ihr Vater war im Osmanischen Reich Wali. Die Berufstätigkeit ihres Vaters bedingte zahlreiche Wohnortwechsel: Serez, Saloniki, Aleppo und Beirut waren die Städte, in denen sie ihre Kindheit verbrachte. Sie besuchte dort nicht nur französische und deutsche Schulen, sondern erhielt auch von einem deutschen Lehrer Klavierunterricht. Erst im Jahre 1918 kehrte die Familie nach Istanbul zurück.
Mit ihrem ersten Mann Ismail Bey (Heirat 1920) ging sie für drei Jahre nach Deutschland, wo er Zahnmedizin studierte und Rikkat Kunt am Konservatorium Klavierunterricht erhielt. Zur Beschäftigung mit der Illuminationskunst brachte sie erst Jahre später der Onkel ihres zweiten Mannes. Auf seinen Rat hin schrieb sie sich an der Akademie der Schönen Künste in Istanbul ein, wo ihr erster Lehrer Ismail Hakki Altinbezer war. Später unterstützte sie mit ihren Malkünsten den Keramikmeister Feyzullah Dayigil. Aus dieser Zeit sind einige Werke mit der Unterschrift „Design Feyzi, Verzierung Rikkat“ erhalten.
Nebenbei lernte sie an der Akademie Englisch. Nachdem sie im Jahre 1944 ihr Studium abgeschlossen hatte, war sie in der Bibliothek der Akademie vier Jahre lang als Bibliothekarin tätig. Ab 1948 war sie an der Akademie der Schönen Künste Lehrerin für Keramik- und Illuminationskunst. Ihr Atelier wurde im Jahre 1968 im Zuge ihrer Verrentung geschlossen. Sie war jedoch weiterhin als Künstlerin und Dozentin in ihrem Haus in Beylerbeyi tätig. Aufgrund ihrer Fähigkeiten wurde sie sogar zu Restaurierungsarbeiten an osmanischen Manuskripten an das Gulbenkian-Museum nach Lissabon geladen, wo sie sich unter anderem um die Wiederherstellung einiger Handschriften mit Werken von Ali Schir Nevai kümmerte. Sie starb am 14. Januar 1986 an einem Herzinfarkt in Istanbul.

## Werke
Zu Lebzeiten wurden ihre Werke nicht ausgestellt. Die genaue Anzahl und Lagerorte sind nicht bekannt. Einen Monat nach ihrem Tod fand ihr zu Ehren eine Ausstellung mit einer Auswahl mit 80 ihrer Kunstwerke im Forschungszentrum für islamische Geschichte, Kunst und Kultur in Istanbul statt. Als ihr wichtigstes Werk gilt ein verzierter Schriftzug zu Ehren des 500. Jubiläumsjahres des Sultans Mehmed II., der sich heute in der Privatsammlung der Familie Sevket Rado befindet.